# Eupithecia inexplicabilis
Eupithecia inexplicabilis es una especie de polilla de la familia Geometridae. La especie fue descrita por primera vez por András Mátyás Vojnits habiendo sido descrita en 1982, con distribución en Kirguistán. El holotipo fue un individuo femenino descrito en el noreste de la cordillera Kara Tau Argali, frontera con Kazajistán. Pertenece al grupo de especies Eupithecia gueneata, todas de la misma región del paleártico oeste y central de Asia. A pesar de algunas diferencias muy específicas a nivel de la morfología genital, pertenece al grupo de especies E. innotata.

## Descripción
Las alas anteriores son considerablemente alargadas, pero las alas posteriores extraordinariamente cortas. El color básico es marrón amarillento, siendo las alas posteriores bastante claro. Manchas discales (estrechas y alargadas en las alas anteriores, baciliformes en las posteriores) bien discernibles. Cuenta con cilios de longitud media, color marrón amarillento.
Poco se conoce de su ciclo de vida o de su planta alimenticia. Distribución. Cuenta con una bursa copulatriz inequívocamente diferente de la de todas las especies relacionadas.